# Festival de Las Condes 2019
El Festival de Las Condes 2019 fue un evento musical que se realizó desde el jueves 10 al sábado 12 de enero de 2019 en el parque Padre Hurtado de Santiago, Chile. Fue transmitido por segundo año consecutivo por Canal 13, y presentado por Tonka Tomicic y Francisco Saavedra.
El viernes 9 de noviembre de 2018, se realizó la presentación del evento y se confirmaron sus primeros artistas, entre los que destacaron los mexicanos Jesse & Joy y Emmanuel.

## Artistas
| Los cantantes y bandas que se presentaron en el evento fueron: - Américo. - Schuster. - Kudai. - Emmanuel. - Jesse & Joy. - / Prince Royce. | Los humoristas que pisaron el escenario del parque Padre Hurtado fueron: - Fusión Humor. - Melón y Melame. - Pastelito de Chile. |

### Cancelados
El grupo chileno Moral Distraída fue confirmado durante la presentación del evento, pero luego fue bajado sin que Canal 13 o los miembros de la banda dieran explicaciones.

## Programación

### Día 1 (jueves 10)
| Nombre             | Género/Tipo       | Lista de canciones | Ref.  |
| ------------------ | ----------------- | --- | ----- |
| Jesse & Joy        | Dúo de pop latino | Ver lista 1. «Qué pena me da» 2. «Chocolate» 3. «Llorar» 4. «¿Con quién se queda el perro?» 5. «Mi tesoro» 6. «Te esperé» 7. «Me quiero enamorar» 8. «Me soltaste» 9. «¡Corre!» 10. «3 A.M.» 11. «Dueles» 12. «La de la mala suerte» 13. «Ecos de amor» | [ 4 ] |
| Pastelito de Chile | Payaso            | Ver lista 1. «Recuérdame» 2. «A mi manera» | [ 4 ] |
| Kudai              | Banda de pop rock | Ver lista 1. «Morir de amor» 2. «Tal vez» 3. «Lluvia de fuego» 4. «Ya nada queda» 5. «Dime cómo fue» 6. «Sin despertar» 7. «Escapar» 8. «Llévame» 9. «Déjame gritar»                                                                                    | [ 4 ] |

### Día 2 (viernes 11)
| Nombre         | Género/Tipo                                     | Lista de canciones | Ref.  |
| -------------- | ----------------------------------------------- | --- | ----- |
| Emmanuel       | Cantante de balada romántica                    | Ver lista 1. «Corazón de melao»/«Tengo» 2. «Seguía lloviendo afuera»/«Solo»/«Pobre diablo»/«Quiero dormir cansado»/«Detenedla ya» 3. «Bella señora» 4. «Tengo mucho que aprender de ti» 5. «Es mi mujer» 6. «Hay que arrimar el alma» 7. «Sentirme vivo» 8. «Todo se derrumbó dentro de mí»/«Insoportablemente bella»/«Tú y yo» 9. «La chica de humo»/«Toda la vida»/«La última luna» | [ 5 ] |
| Melón y Melame | Dúo humorístico                                 | | [ 5 ] |
| Américo        | Cantante de baladas, salsa, cumbia y pop urbano | Ver lista 1. «Que levante la mano»/«A llorar a otra parte» 2. «Con la misma moneda»/«Tu hipocresía»/«Traicionera»/«Adiós amor»/«Entre el amor y el odio» (Medley 1) 3. «Mi deseo» 4. «Amor prohibido» (Cover de Selena) 5. «La duda»/«Me enamoré de ti y qué»/«El embrujo» (Medley 2) 6. «Te vas»                                                                                     | [ 5 ] |

### Día 3 (sábado 12)
| Nombre       | Género/Tipo                                | Lista de canciones | Ref.  |
| ------------ | ------------------------------------------ | --- | ----- |
| Prince Royce | Cantante de bachata                        | Ver lista 1. «Te robaré» 2. «Stand By Me» 3. «Soy el mismo» 4. «Bubalu» 5. «El amor que perdimos» 6. «Las cosas pequeñas»/«Corazón sin cara» 7. «Sensualidad» 8. «La carretera» 9. «Adicto» 10. «Culpa al corazón» 11. «Llegaste tú» 12. «Incondicional» 13. «El clavo» 14. «Back It Up» 15. «Deja vu» 16. «Ven conmigo»/«Darte un beso» | [ 6 ] |
| Fusión Humor | Cuarteto humorístico                       | Ver lista 1. «Por debajo de la mesa» (Luis Miguel) 2. «Así fue»/«El Noa-Noa» (Juan Gabriel) | [ 6 ] |
| Schuster     | Cantante de música pop, dance y pop urbano | Ver lista 1. «A mi manera» 2. «Culpable» 3. «Lloré» 4. «Darle» 5. «You Love It» 6. «Hasta el amanecer» 7. «¿Cómo se llama?» 8. «Me enamoré» 9. «Mi regalo» | [ 6 ] |